# آب و هوای نروژ

مناطق آب و هوایی کوپن در نروژ بین سال‌های ۱۹۹۱ تا ۲۰۲۰؛ ۰ درجه سانتی‌گراد (۳۲ درجه فارنهایت) به عنوان مرز بین اقلیم‌های C و D.

آب و هوای نروژ نسبت به عرض‌های جغرافیایی بالا معتدل‌تر از حد انتظار است. این موضوع عمدتاً به دلیل جریان اقیانوس اطلس شمالی و امتداد آن، جریان نروژی، که دمای هوا را افزایش می‌دهد، جریان‌های جنوب غربی غالب که هوای معتدل را به ساحل می‌آورند، و جهت‌گیری کلی جنوب غربی-شمال شرقی سواحل، که به بادهای غربی اجازه می‌دهد به منطقه قطب شمال نفوذ کنند، می‌باشد. میانگین دمای ژانویه در برونیوسوند ۱۵ درجه سانتی‌گراد (۵۹ درجه فارنهایت) بیشتر از میانگین ژانویه در نوم، آلاسکا است، با اینکه هر دو شهر در ساحل غربی قاره‌ها در عرض ۶۵ درجه شمالی قرار دارند. در ماه ژوئیه این اختلاف به ۳٫۲ درجه سانتی‌گراد (۳۷٫۸ درجه فارنهایت) کاهش می‌یابد. میانگین دمای ژانویه در یاکوتسک، در سیبری اما کمی جنوبی‌تر، ۴۲٫۳- درجه سانتی‌گراد (۴۴٫۱- درجه فارنهایت) کمتر از برونیوسوند است.

## بارش

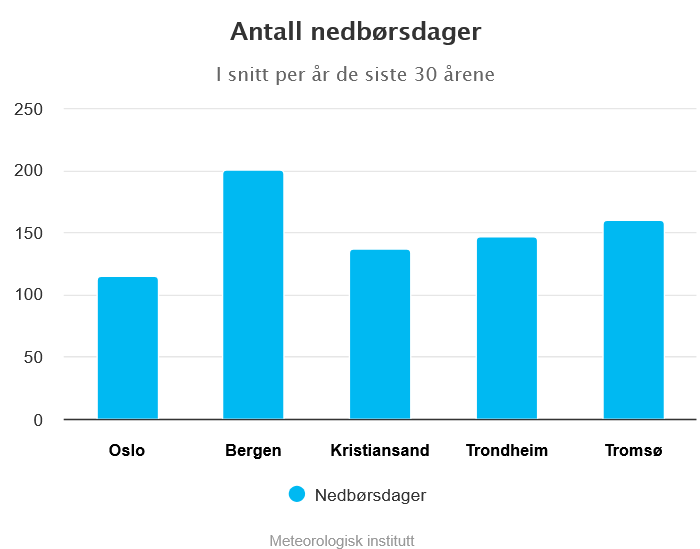
روزهایی با حداقل ۱ میلی‌متر بارش؛ مؤسسه هواشناسی نروژ.

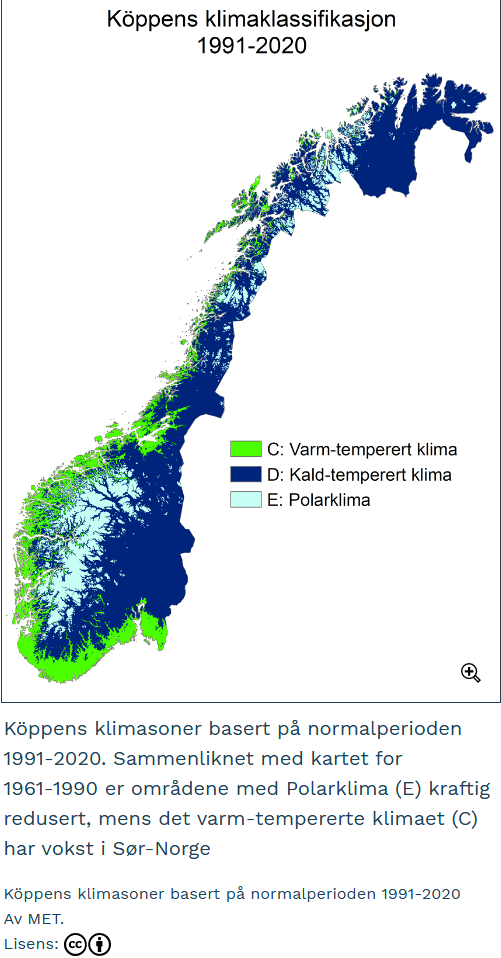
مناطق آب و هوایی نروژ در سال‌های ۱۹۹۱ تا ۲۰۲۰ بر اساس طبقه‌بندی اصلی اقلیمی کوپن.

نروژ یکی از مرطوب‌ترین کشورهای اروپا محسوب می‌شود، اما میزان بارش در مناطق مختلف به دلیل وجود رشته‌کوه‌ها بسیار متفاوت است. این کوه‌ها باعث بارش‌های اوروگرافیک می‌شوند، اما همچنین مناطقی را در سایه باران قرار می‌دهند.
در برخی مناطق، شهرهایی که فاصله کمی از هم دارند، مقدار بارش بسیار متفاوتی را تجربه می‌کنند. به عنوان مثال، شهرداری استراین ۱۶۶۱ میلی‌متر بارش سالانه دارد، در حالی که اسکیوک، که فقط ۹۰ دقیقه با خودرو فاصله دارد، یک‌ششم این مقدار بارش دریافت می‌کند. همچنین، برگن پنج برابر بارش بیشتری نسبت به شهرداری لاردال در همان منطقه دریافت می‌کند و در شمال، گلومفیورد ۲۱۴۱ میلی‌متر بارندگی دارد که ۱۰ برابر بارش سالانه سالت‌دال (۸۱ متر) است، شهری که فقط ۶۸ کیلومتر فاصله دارد.
برخی مناطق وستلاند و نوردلند جنوبی جزء مرطوب‌ترین نقاط اروپا هستند، به ویژه مناطقی که جریان‌های غربی در برخورد با ارتفاعات بلند، باعث بالا رفتن بارندگی می‌شوند. این پدیده معمولاً در مناطق داخلی و کمی دورتر از نواحی ساحلی رخ می‌دهد. در استانداردهای به‌روز ۱۹۹۱–۲۰۲۰، گل‌فیلت در برگن (۳۴۵ متر) دارای بیشترین میزان بارندگی سالانه با ۴۰۶۷ میلی‌متر است. در مناطق کوهستانی نزدیک به ساحل، میزان بارندگی سالانه حتی می‌تواند از ۵۰۰۰ میلی‌متر فراتر رود.
شهرداری لوروی در مدار قطبی سالانه ۳۰۶۶ میلی‌متر بارندگی دارد، که مقدار قابل توجهی برای یک منطقه قطبی است. بارش در اواخر پاییز و زمستان در نواحی ساحلی بیشترین مقدار را دارد، در حالی که از آوریل تا ژوئن خشک‌ترین دوره سال است.
بخش‌های داخلی طولانی‌ترین فیوردها کمی خشک‌تر هستند: بارندگی سالانه در شهرداری لاردال ۵۱۴ میلی‌متر است و در شمال، فقط ۳۳۸ میلی‌متر در اسکیبوتن در سر لیونگن‌فیورد گزارش شده است.
مناطق شرقی رشته‌کوه‌ها (از جمله اسلو) دارای آب و هوای قاره‌ای‌تر هستند، که معمولاً میزان بارندگی کمتری دارد. در این مناطق، بارش در تابستان و اوایل پاییز به اوج می‌رسد، در حالی که زمستان و بهار معمولاً خشک‌ترین فصل‌ها هستند. در بخش‌های داخلی فینمارک، میزان بارش سالانه کمتر از ۴۵۰ میلی‌متر است. برخی دره‌های محصور میان کوه‌ها دارای بارندگی بسیار کم هستند و برای کشاورزی در تابستان نیاز به آبیاری دارند.
بخش بالایی شهرداری سالت‌دال (۸۱ متر، استوریورد) کمترین میانگین بارش سالانه را با فقط ۲۱۱ میلی‌متر دارد، در حالی که در جنوب نروژ، اسکیوک با ۲۹۵ میلی‌متر خشک‌ترین منطقه است.
در مجمع‌الجزایر قطبی نروژ، فرودگاه اسوالبارد دارای کمترین میانگین بارش سالانه با ۲۱۷ میلی‌متر است، در حالی که یان ماین بیش از دو برابر این مقدار یعنی ۶۴۸ میلی‌متر بارندگی دریافت می‌کند.
میانگین ماهانه بارش از ۶ میلی‌متر (۰٫۲۴ اینچ) در آوریل در بخش‌های بالایی سالت‌دال و اسکیوک تا ۵۰۹ میلی‌متر (۲۰٫۰ اینچ) در دسامبر در گل‌فیلت متغیر است. مناطق ساحلی از شهرداری لیندسنز تا شهرداری واردو بیش از ۲۰۰ روز در سال بارندگی دارند؛ با این حال، این آمار با یک حد آستانه بسیار پایین (۰٫۱ میلی‌متر بارش) محاسبه شده است. میانگین سالانه تعداد روزهایی که حداقل ۳ میلی‌متر (۰٫۱۲ اینچ) بارندگی دارند، ۷۷ روز در بلین‌درن/اسلو، ۹۶ روز در کی‌ویک/کریستیان‌ساند، ۱۵۸ روز در فلوریدا/برگن، ۹۳ روز در ورنس/تروندهایم و ۱۰۹ روز در ترومسو است.

## دما

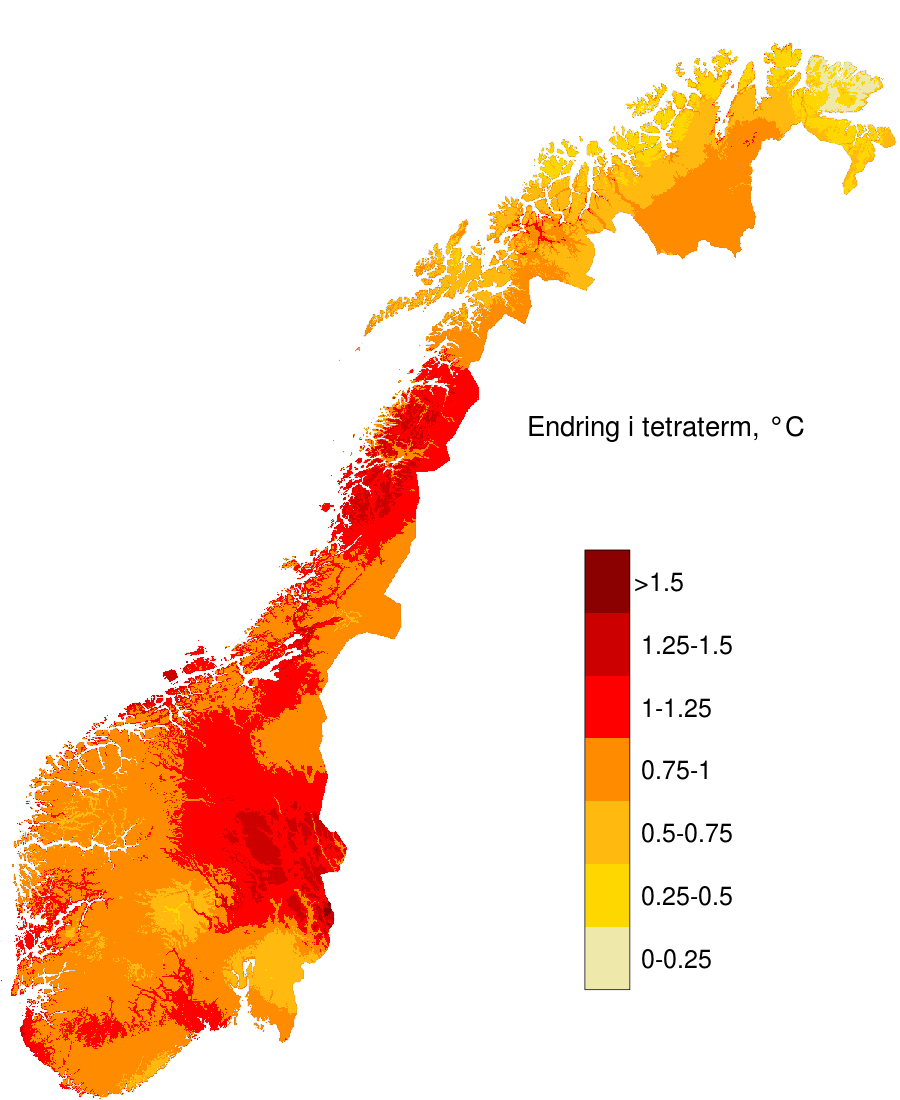
تابستان‌های گرم‌تر: دمای ژوئن تا سپتامبر در سال‌های ۱۹۹۱–۲۰۲۰ در مقایسه با ۱۹۶۱–۱۹۹۰. بیشترین میزان گرمایش در مناطق اسلو تا فیورد تروندهایم و نوردلند.

مناطق ساحلی نروژ زمستان‌های معتدل‌تری نسبت به سایر مناطق با عرض جغرافیایی مشابه دارند. تفاوت میانگین دمای سردترین و گرم‌ترین ماه در مناطق ساحلی فقط ۱۰ تا ۱۵ درجه سانتی‌گراد (۱۸ تا ۲۷ درجه فارنهایت) است؛ برخی فانوس‌های دریایی مانند سوی‌نوی در شهرداری هروی دامنه دمایی سالانه ۱۰ درجه سانتی‌گراد(۱۸ درجه فارنهایت) دارند، با سردترین ماه ۳٫۷ درجه سانتی‌گراد (۳۸٫۷ درجه فارنهایت).
تفاوت دمایی در مناطق داخلی بیشتر است، به طوری که حداکثر اختلاف دما در شهرداری کاراشوک به ۲۸ درجه سانتی‌گراد (۵۰ درجه فارنهایت) می‌رسد. فینمارکس‌ویدا سردترین زمستان‌ها را در نروژ دارد، اما مناطق داخلی جنوبی‌تر نیز می‌توانند سرمای شدیدی را تجربه کنند. شهرداری روروس دمای ۵۰- درجه سانتی‌گراد(۵۸- درجه فارنهایت) را ثبت کرده است.

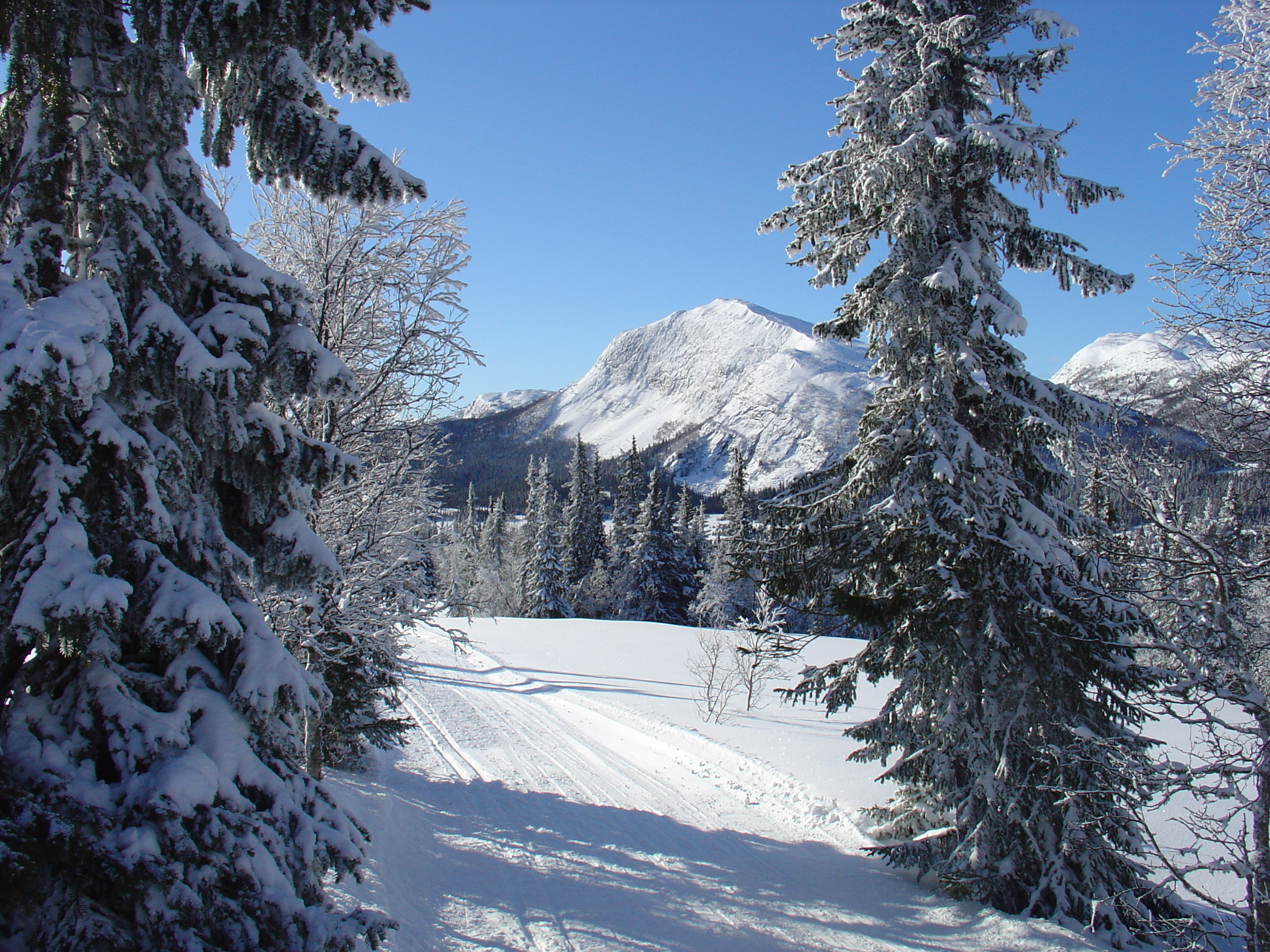
دره‌های داخلی در زمستان پوشش برفی پایداری دارند؛ مانند اینجا در سیگدال. به دلیل پدیده وارونگی دما، کف دره در زمستان اغلب سردتر از دامنه‌های بالاتر است.

شهرداری بو شمالی‌ترین منطقه‌ای در جهان است که میانگین دمای تمام ماه‌های زمستانی بالای ۰ درجه سانتی‌گراد (۳۲ درجه فارنهایت) است. بهار فصلی است که اختلاف دما بین بخش‌های جنوبی و شمالی کشور بیشترین مقدار را دارد؛ همچنین در این زمان از سال تفاوت دمای روز و شب به بیشترین حد خود می‌رسد. دره‌های داخلی و مناطق فیوردی داخلی کمترین میزان باد را دارند و گرم‌ترین روزهای تابستان را تجربه می‌کنند.
مناطق کم‌ارتفاع نزدیک اسلو گرم‌ترین تابستان‌ها را دارند، با میانگین دمای ۲۴ ساعته در ۲۴ ژوئیه برابر با ۱۸ درجه سانتی‌گراد (۶۴٫۴ درجه فارنهایت) و میانگین بیشینه دمای روزانه تا ۲۳ درجه سانتی‌گراد (۷۳٫۴ درجه فارنهایت). مناطق داخلی در اواسط ژوئیه به اوج گرما می‌رسند، در حالی که مناطق ساحلی در نیمه اول اوت گرم‌ترین دما را تجربه می‌کنند. رطوبت معمولاً در تابستان پایین است.
جریان اقیانوس اطلس شمالی در بخش شمالی دریای نروژ به دو شاخه تقسیم می‌شود، یکی به سمت دریای بارنتس و دیگری به سمت سواحل غربی اسپیتس‌برگن. این جریان تا حدی آب و هوای قطبی را تعدیل کرده و موجب شده است که در عرض‌های جغرافیایی بالاتر از سایر نقاط قطب شمال، آب‌های آزاد در تمام طول سال وجود داشته باشند. در سواحل شرقی مجمع‌الجزایر سوالبارد، دریا قبلاً بیشتر سال یخ‌زده بود، اما با گرمایش سال‌های اخیر، مدت زمان آب‌های باز به‌طور محسوسی افزایش یافته است.
گرم‌ترین دمای ثبت‌شده در نروژ ۳۵٫۶ درجه سانتی‌گراد (۹۶٫۱ درجه فارنهایت) در شهرداری نس‌بین بوده است. سردترین دمای ثبت‌شده ۵۱٫۴- درجه سانتی‌گراد (۶۰٫۵- درجه فارنهایت) در شهرداری کاراشوک بوده است. گرم‌ترین ماه ثبت‌شده ژوئیه ۱۹۰۱ در اسلو با میانگین دمای ۲۴ ساعته ۲۲٫۷ درجه سانتی‌گراد (۷۲٫۹ درجه فارنهایت) بوده، و سردترین ماه ثبت‌شده فوریه ۱۹۶۶ در کاراشوک با میانگین دمای ۲۷٫۱- درجه سانتی‌گراد (۱۶٫۸- درجه فارنهایت) بوده است.
گرم‌ترین شب ثبت‌شده در نروژ ۲۹ ژوئیه ۲۰۱۹ در سومنا-کوالوی‌فیلت (۳۰۲ متر) در شهرداری سومنا نزدیک برونیوسوند با حداقل دمای شبانه ۲۶٫۱ درجه سانتی‌گراد (۷۹٫۰ درجه فارنهایت) بوده است. کم‌فشارهای اقیانوس اطلس که بادهای گرم را در زمستان به همراه دارند، می‌توانند دماهای بالایی را در فیوردهای باریک ایجاد کنند. سوندالسورا دمای ۱۹ درجه سانتی‌گراد (۶۶ درجه فارنهایت) را در ژانویه و ۱۸٫۹ درجه سانتی‌گراد (۶۶٫۰ درجه فارنهایت) را در فوریه ثبت کرده است.
در مقایسه با مناطق ساحلی، دره‌های داخلی و بخش‌های داخلی فیوردها دارای تغییرات دمای روزانه بیشتری هستند، به‌ویژه در بهار و تابستان.

## نور خورشید، مناطق زمانی، و جزر و مد
مناطق نروژ که شمال مدار قطبی قرار دارند، زمستان‌های بسیار تاریکی را تجربه می‌کنند که با افزایش عرض جغرافیایی شدت می‌یابد. در لانگیربین در مجمع‌الجزایر سوالبارد، بخش بالایی قرص خورشید از ۹ آوریل تا ۲۳ اوت بالای افق قرار دارد، در حالی که تاریکی زمستانی از ۲۷ اکتبر تا ۱۴ فوریه ادامه دارد. تاریکی زمستانی در بخش‌های شمالی سرزمین اصلی نروژ کمتر شدید است، زیرا در حوالی ظهر چند ساعت گرگ‌ومیش وجود دارد.
بخش جنوبی کشور نیز تغییرات فصلی قابل توجهی در میزان نور روز دارد؛ در اسلو، خورشید در انقلاب تابستانی ساعت ۰۳:۵۴ طلوع می‌کند و ساعت ۲۲:۵۴ غروب می‌کند، اما در انقلاب زمستانی فقط از ساعت ۰۹:۱۸ تا ۱۵:۱۲ بالای افق قرار دارد. بخش شمالی کشور در منطقه شفق قطبی قرار دارد؛ شفق گاهی در بخش‌های جنوبی کشور نیز مشاهده می‌شود.
| شهرداری      | جان         | فوریه       | مارس        | آوریل       | مه          | ژوئن           | ژوئیه          | آگوست       | سپتامبر     | اکتبر       | نوامبر      | دسامبر      |
| ------------ | ----------- | ----------- | ----------- | ----------- | ----------- | -------------- | -------------- | ----------- | ----------- | ----------- | ----------- | ----------- |
| کریستیانساند | ۰۹:۰۴–۱۶:۱۲ | ۰۸:۰۰–۱۷:۲۵ | ۰۶:۴۵–۱۸:۳۰ | ۰۶:۱۸–۲۰:۴۰ | ۰۵:۰۳–۲۱:۴۵ | ۰۴:۲۳–۲۲:۳۴    | ۰۴:۴۷–۲۲:۲۰    | ۰۵:۴۹–۲۱:۱۵ | ۰۶:۵۶–۱۹:۵۰ | ۰۸:۰۲–۱۸:۲۴ | ۰۸:۱۴–۱۶:۱۰ | ۰۹:۰۸–۱۵:۳۷ |
| تروندهایم    | ۰۹:۳۸–۱۵:۱۸ | ۰۸:۱۲–۱۶:۵۵ | ۰۶:۳۸–۱۸:۱۸ | ۰۵:۵۱–۲۰:۴۸ | ۰۴:۱۳–۲۲:۱۹ | ۰۳:۰۴–۲۳:۳۴    | ۰۳:۴۱–۲۳:۰۵    | ۰۵:۱۲–۲۱:۳۱ | ۰۶:۴۱–۱۹:۴۵ | ۰۸:۰۵–۱۸:۰۲ | ۰۸:۳۹–۱۵:۲۶ | ۰۹:۵۵–۱۴:۳۲ |
| ترومسو       | ۱۱:۳۷–۱۲:۱۰ | ۰۸:۱۷–۱۵:۴۲ | ۰۶:۰۸–۱۷:۴۰ | ۰۴:۴۵–۲۰:۴۷ | ۰۱:۴۶–۲۳:۴۵ | خورشید نیمه شب | خورشید نیمه شب | ۰۳:۴۲–۲۱:۵۱ | ۰۵:۵۵–۱۹:۲۲ | ۰۷:۵۳–۱۷:۰۵ | ۰۹:۲۳–۱۳:۳۳ | شب قطبی     |